# Watertown (Dél-Dakota)
Watertown település az Amerikai Egyesült Államok Dél-Dakota államában, Codington megyében, melynek megyeszékhelye is. Lakosainak száma 22 655 fő (2020. április 1.).

## Népesség
A település népességének változása:

| 2010 | 21 482 |
| 2020 | 22 655 |